# Ryutaro Karube
Ryutaro Karube (苅部 隆太郎 Karube Ryutaro?), född 19 december 1992 i Tokyo prefektur, är en japansk fotbollsspelare.
Karube började sin karriär 2015 i FC Gifu. Han spelade 24 ligamatcher för klubben.